# Český Superpohár 2011
La Český Superpohár 2011 si è disputata il 22 luglio allo Stadion města Plzně di Plzeň. La sfida ha visto contrapposte il Viktoria Plzeň campione di Repubblica Ceca in carica e il Mladá Boleslav detentore dell'ultima Coppa della Repubblica Ceca.
Il Viktoria Plzen ha conquistato il suo primo titolo.

## Tabellino
| Arbitro: | Pavel Královec |

|                               |                      |                                 |
| Hora 84’                      | Marcatori            | 35’ (rig.) Táborský             |
| Ďuriš Fillo Kolář Darida Hora | Tiri di rigore 4 – 2 | Řezníček Kúdela Wojnar Štohanzl |